# Quartet de corda núm. 6 (Schubert)
El Quartet de corda núm. 6 (D 74), en re major, va ser compost per Franz Schubert el 1813.

## Moviments
1. Allegro ma non troppo (re major)
2. Andante (sol major)
3. Menuetto: Allegro (re major; Trio en re major)
4. Allegro (re major)